# کستل هیلز (تگزاس)
کستل هیلز، تگزاس(به انگلیسی: Castle Hills, Texas) شهری در ایالت تگزاس از ایالات جنوبی ایالات متحده آمریکا است. در سرشماری سال ۲۰۰۰، جمعیت این شهر ۴۲۰۲ نفر اعلام شد.